# Општинска библиотека „Сестре Стојановић” Црна Трава
Општинска библиотека „Сестре Стојановић“ Црна Трава као самостално правно лице основана је 28.12.1995. године док са радом почиње 02.01.1996. године. У оквиру и надлежности библиотеке налази се и Дом културе са адекватно опремљеном салом.

## Историјски детаљи
Први писани трагови културног живота у Црној Трави потичу из 1904. године, али је 1920. године отворена прва „Народна књижница и читаоница“ која је радила у оквиру тадашње грађевинско-занатске школе. О том добу и културном развоју Црне Траве пишу и познати локални писаци: Радомир Костадиновић, Десимир Ј. Димитријевић, Симон Симоновић Монка као и многи други. На иницијативу просветних радника, политичког руководства и ђака, 1945. године формира се Културно просветна заједница „Мирко Сотировић“. Затим, 1990. год добија назив Дом културе Сестре Стојановић, али практично до јануара 1996. год не ради са пуним капацитетом. Марта 1957. године обезбеђена је биоскопска кино-апаратура која се и сада налази у сали Дома културе. Зграда данашње библиотеке са Домом културе саграђене је 1976. године у центру Црне Траве, а назив „Сестре Стојановић“ добија 1996. године. Од тог дана па до данас је то главни културни адут варошице.

## Библиотека данас
Зграда библиотеке је површине 262м2, од чега, након проширења библиотеке у 2010-ој години је 93,90м2 за потребе библиотеке, а остало чине сала и помоћне просторије у згради.

## Фонд
Прва заведена књига у инвентарној књизи библиотечке грађе је 1966. године, док по последњој ревизији библиотечке грађе од октобра 2016. године, фонд монографске публикације 24.699. Број књига у библиотеци се перманентно увећава и апсолутно задовољава потребе читалаца. Годишње се у просеку књижни фонд увећава за 450-500 наслова.
Завичајни фонд чине 302. публикације и углавном се увећава поклонима аутора Црнотравског краја.
Од белетристике, поред домаћих постоје и велики број страних писаца из готово свих земаља света: руска, америчка, енглеска, француска, шпанска, италијанска, румунска, старогрчка, грчка, немачка, мађарска, румунска, хрватска, бугарска, албанска, македонска, словеначка, азијска, афричка као и књижевност скандинавских земаља. Књижни фонд је уредно разврстан по азбучном реду, док је стручна литература подељена по групама стручног каталога.

## Ликовне колоније
До сада је у оквиру рада Библиотеке организовано пет ликовних колонија: 1996. год., 1997. год, 1998. год.,1999. год. и 2001. год. Укупан фонд слика је 60 комада.

## Рад Дома културе
Сала дома кулуре заузима површину од 90,90 м2, од тога на 27 м2 је адекватно опремљена бина. У сали је 132 седишта која су у 2015. години преуређена и наново тапацирана.
У сали Дома културе се организују различита предавања, школске приредбе, научни скупови, Седнице Скупштине Општине, представе. Од изградње 1976. године па до 2000. године у сали су се приказивали филмови различитих жанрова. Са покретним биоскопом у сали као и по меснним заједницама и околини Црне Траве приказивано је око 100филмова годишње .